# Pescina
Pescina is een gemeente in de Italiaanse provincie L'Aquila (regio Abruzzen) en telt 4515 inwoners (31-12-2004). De oppervlakte bedraagt 37,5 km², de bevolkingsdichtheid is 122 inwoners per km².
De volgende frazioni maken deel uit van de gemeente: Venere.

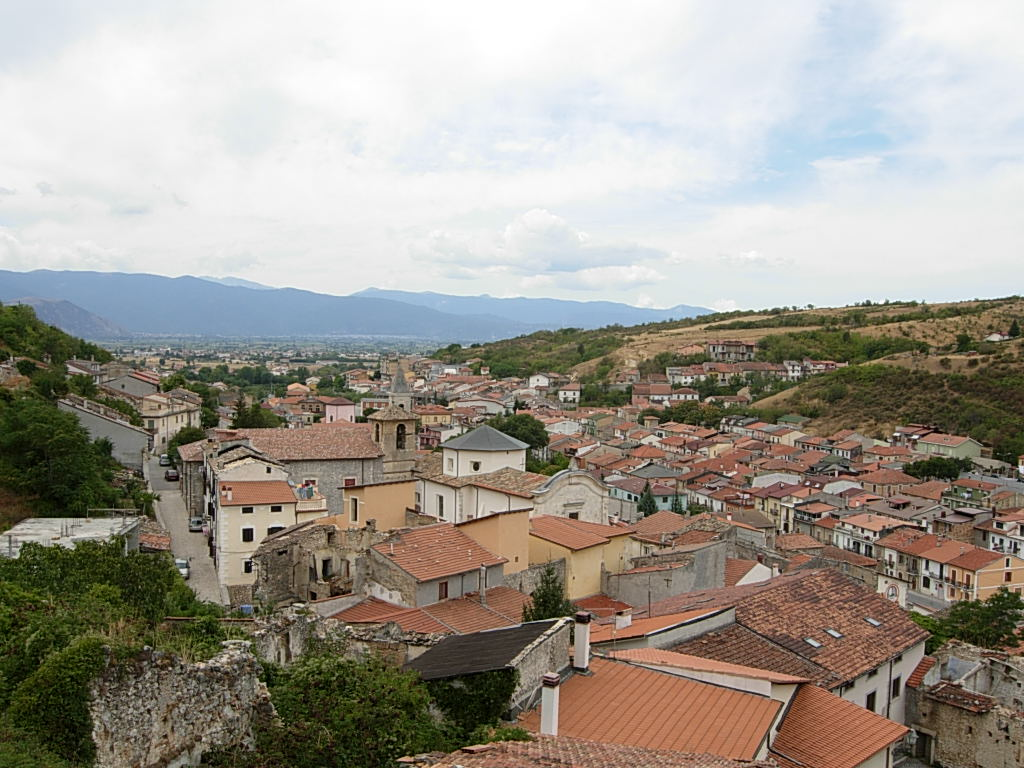
Pescina
Torre Piccolomini, Pescina
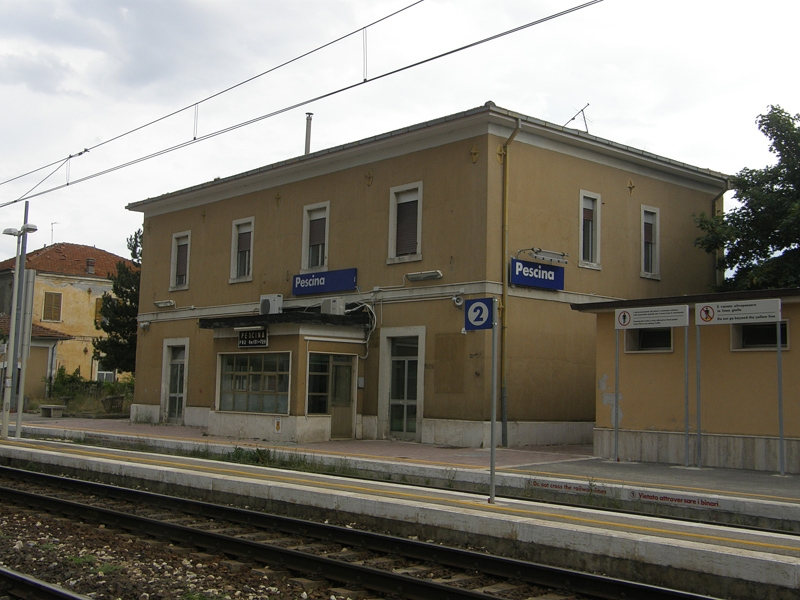
Station

## Demografie
Pescina telt ongeveer 1925 huishoudens. Het aantal inwoners daalde in de periode 1991-2001 met 4,1% volgens cijfers uit de tienjaarlijkse volkstellingen van ISTAT.
| Jaar | Inwoneraantal |
| ---- | ------------- |
| 1991 | 4699          |
| 2001 | 4506          |

## Geografie
De gemeente ligt op ongeveer 735 m boven zeeniveau.
Pescina grenst aan de volgende gemeenten: Castelvecchio Subequo, Celano, Collarmele, Gioia dei Marsi, Ortona dei Marsi, Ortucchio, San Benedetto dei Marsi, Trasacco.

## Geboren
- Giulio Mazzarino, of Jules Mazarin (1602-1661), kardinaal en eerste minister
- Michele Mazzarino (1605-1648), kardinaal
- Ignazio Silone (1900-1978), schrijver en politicus
- Domenico Morfeo (1976), voetballer